# Estación de Lobbes
La estación de Lobbes es una estación de tren belga situada en Lobbes, en la provincia de Henao, región Valona.
Pertenece a la línea  de S-Trein Charleroi.

## Situación ferroviaria
La estación se encuentra en la línea 130 (Charleroi-Erquelinnes-frontière).

## Intermodalidad
| Línea | Procedencia      | Parada      | Destino                |
| ----- | ---------------- | ----------- | ---------------------- |
| 21    | BINCHE Grand-Rue | LOBBES Gare | ESTINNES-AU-MONT Place |